# Gimlet (drink)

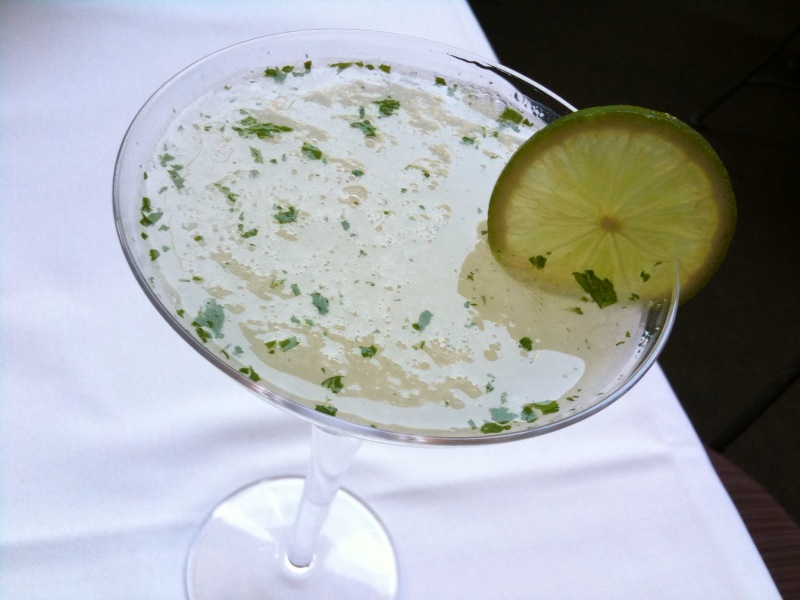
Vodka gimlet.

Gimlet är en alkoholinnehållande drink som karaktäriseras av sin limesmak. Drinken är gjord av gin (Gin Gimlet) eller vodka (Vodka Gimlet) och sötad limejuice, vanligen Rose's Lime. En Gimlet skakas med is och serveras i cocktail- eller whiskyglas.